# لوبیچن (استان لوبلین)
لوبیچن (به لاتین: Lubiczyn) یک روستا در لهستان است که در گمینا دنبووا کوودا واقع شده‌است. لوبیچن ۲۲۰ نفر جمعیت دارد.